# Pierwszy rząd Václava Klausa
Pierwszy rząd Václava Klausa – rząd Czech pod kierownictwem Václava Klausa, powołany i zaprzysiężony 2 lipca 1992, składający się z przedstawicieli Obywatelskiej Partii Demokratycznej, Partii Chrześcijańsko-Demokratycznej,  Unii Chrześcijańskiej i Demokratycznej – Czechosłowackiej Partii Ludowej i Obywatelskiego Sojuszu Demokratycznego. Urzędował do 4 lipca 1996.

## Skład rządu[1]
| Stanowisko                                                          | Minister             | Ugrupowanie              | Okres urzędowania                       |
| ------------------------------------------------------------------- | -------------------- | ------------------------ | --------------------------------------- |
| Premier                                                             | Václav Klaus         | ODS                      | od 2 lipca 1992                         |
| Wicepremier                                                         | Jan Kalvoda          | ODA                      | od 2 lipca 1992                         |
| Wicepremier Minister finansów                                       | Ivan Kočárník        | ODS                      | od 2 lipca 1992                         |
| Wicepremier Minister rolnictwa                                      | Josef Lux            | KDU-ČSL                  | od 2 lipca 1992                         |
| Minister spraw zagranicznych                                        | Josef Zieleniec      | ODS                      | od 2 lipca 1992                         |
| Minister spraw wewnętrznych                                         | Jan Ruml             | ODS                      | od 2 lipca 1992                         |
| Minister przemysłu                                                  | Vladimír Dlouhý      | ODA                      | od 2 lipca 1992                         |
| Minister gospodarki                                                 | Karel Dyba           | ODS                      | od 2 lipca 1992                         |
| Minister transportu                                                 | Jan Stráský          | ODS                      | 30 stycznia 1993 - 10 października 1995 |
| Minister transportu                                                 | Vladimír Budinský    | ODS                      | 10 października 1995 - 4 lipca 1996     |
| Minister środowiska                                                 | František Benda      | KDS                      | od 2 lipca 1992                         |
| Minister sprawiedliwości                                            | Jiří Novák           | ODS                      | od 2 lipca 1992                         |
| Minister pracy i spraw socjalnych                                   | Jindřich Vodička     | ODS                      | od 2 lipca 1992                         |
| Minister zdrowia                                                    | Petr Lom             | ODS                      | 2 lipca 1992 - 22 czerwca 1993          |
| Minister zdrowia                                                    | Luděk Rubáš          | ODS                      | 22 czerwca 1993 - 10 października 1995  |
| Minister zdrowia                                                    | Jan Stráský          | ODS                      | 10 października 1995 - 4 lipca 1996     |
| Minister szkolnictwa, młodzieży i sportu                            | Petr Piťha           | KDS                      | 2 lipca 1992 - 27 kwietnia 1994         |
| Minister szkolnictwa, młodzieży i sportu                            | Ivan Pilip           | KDS                      | 2 maja 1994 - 4 lipca 1996              |
| Minister kultury                                                    | Jindřich Kabát       | KDU-ČSL                  | 2 lipca 1992 - 17 stycznia 1994         |
| Minister kultury                                                    | Pavel Tigrid         | bezpartyjny, dla KDU-ČSL | 19 stycznia 1994 - 4 lipca 1996         |
| Minister obrony                                                     | Antonín Baudyš       | KDU-ČSL                  | 30 stycznia 1993 - 21 września 1994     |
| Minister obrony                                                     | Vilém Holáň          | KDU-ČSL                  | 21 września 1994 - 4 lipca 1996         |
| Minister konkurencji                                                | Stanislav Bělehrádek | KDU-ČSL                  | od 2 lipca 1992                         |
| Minister krajowej administracji nieruchomościami i ich prywatyzacji | Jiří Skalický        | ODA                      | 2 lipca 1992 - 1 lipca 1996             |
| Minister kontroli państwowej                                        | Igor Němec           | ODS                      | 2 lipca 1992 - 30 czerwca 1993          |
| Minister bez teki                                                   | Igor Němec           | ODS                      | 30 czerwca 1993 - 4 lipca 1996          |